# Zhihu
Zhihu (em chinês:  知乎; pinyin: Zhīhū lit.  "Você sabe?") é um site de perguntas e respostas do tipo Quora e agregador de notícias. Originalmente baseado em Chengdu e com criadores de Sichuan, China, o site foi lançado em 26 de janeiro de 2011. O número de usuários registrados no Zhihu ultrapassou 10 milhões no final de 2013, e atingiu 17 milhões em maio de 2015, com 250 milhões de visualizações de página mensais.

## História
O Zhihu iniciou o desenvolvimento em agosto de 2010. Passou por um teste beta fechado no final de dezembro de 2010. O produto final foi lançado em 26 de janeiro de 2011. Segundo relatos, recebeu financiamento da Innovation Works, Qiming Ventures, SAIF Partners, Tencent e Sogou, de Kai-Fu Lee.
Em outubro de 2011, o Zhihu concluiu sua rodada A de financiamento de US$ 7 milhões da Innovation Works e Qiming Ventures.
Em 2015, o Zhihu concluiu sua rodada C de financiamento de US$ 55 milhões.
Em 2017, o Zhihu foi oficialmente comercializado. Em agosto de 2018, o Zhihu concluiu sua rodada E de financiamento, levantando US$ 270 milhões, para uma avaliação total da empresa em US$ 2,5 bilhões. Em 12 de agosto de 2019, a Zhihu concluiu uma rodada F subsequente de financiamento liderada pela plataforma chinesa de vídeos curtos Kuaishou e pela empresa de tecnologia Baidu, arrecadando US$ 450 milhões. Como resultado, as buscas no aplicativo Baidu retornariam diretamente o conteúdo da Zhihu.
Em dezembro de 2021, dez acionistas da Zhihu, incluindo a Sogou e o braço de investimentos da Tencent, venderam todas as suas participações (78% de participação) na Beijing Zhizhe Tianxia Technology, empresa controladora da Zhihu. Todas as ações foram transferidas para o fundador e CEO, Zhou Yuan (chinês: 周源; pinyin: Zhōu Yuán), que passou a deter mais de 99% da empresa. Isso ocorreu três dias após pressões regulatórias da filial de Pequim da Administração do Ciberespaço da China (CAC), durante as quais a Zhihu foi instruída a retificar práticas que levaram à divulgação ilegal de informações.
A oferta pública inicial da Zhihu na Bolsa de Valores de Nova York ocorreu em 26 de março de 2021. A Zhihu começou a ser negociada na Bolsa de Valores de Hong Kong em 11 de abril de 2022.

## Produto
O Zhihu funciona de forma semelhante ao Quora, onde os usuários podem enviar perguntas e respostas, bem como votar na melhor resposta. Zhihu também apresenta painéis de especialistas e boletins informativos diários e semanais.
Inicialmente, o registro de usuários era feito somente por convite, sendo necessárias indicações de algumas centenas de usuários registrados. Caso contrário, os novos usuários tinham que se inscrever preenchendo uma grande quantidade de informações pessoais e aguardando uma resposta. Zhihu procurou hospedar perguntas e respostas profissionais e, com o tempo, atrair uma comunidade mais geral.